# Odsherred (općina)
Odsherred je općina u danskoj regiji Zeland.

## Zemljopis
Općina se nalazi u zapadnom dijelu otoka Zelanda, prositire se na 355,3 km2.

## Stanovništvo
Prema podacima o broju stanovnika iz 2010. godine općina je imala 33.030 stanovnika, dok je prosječna gustoća naseljenosti 	92,96 stan/km2. Središte općine je grad Højby.

### Veća naselja
| Veća naselja u općini |                      |                    |
| Br.                   | Naselje              | Stanovnika (2010.) |
| 1                     | Nykøbing Sjælland    | 5.163              |
| 2                     | Asnæs                | 2.933              |
| 3                     | Hørve                | 2.396              |
| 4                     | Fårevejle Stationsby | 1.803              |
| 5                     | Højby                | 1.509              |
| 6                     | Vig                  | 1.503              |
| 7                     | Rørvig               | 1.053              |
| 8                     | Fårevejle Kirkeby    | 738                |
| 9                     | Havnebyen            | 648                |
| 10                    | Grevinge             | 647                |

## Vanjske poveznice
- Službena stranica općine